# التعليم في كوريا الشمالية

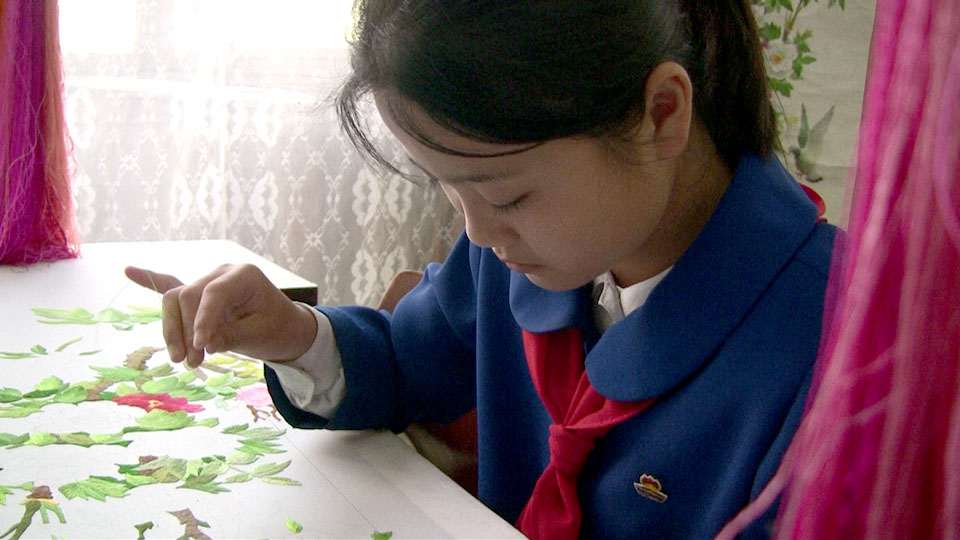
قصر مانجيونديا لتعليم الاطفال في بيونغ يانغ

التعليم في كوريا الشمالية هو عالمي تمولها الدولة من قبل الحكومة. معدل محو الأمية لدى المواطنين في سن 15 عاما فما فوق بنسبة 100% (تقريبا.). يذهب الأطفال خلال السنة الأولى من رياض الأطفال، أربع سنوات من التعليم الابتدائي ست سنوات من التعليم الثانوي ثم الجامعي.
في عام 1988 الأمم المتحدة للتربية والعلم والثقافة (اليونسكو) ذكرت أن كوريا الشمالية تمتلك معلمي بعدد 35,000 معلم ما قبل الابتدائي، 59,000 الابتدائي، 111,000 الثانوي، 23,000 معلم جامعي، و4000 أخرى تؤهل المعلمين.

## التاريخ

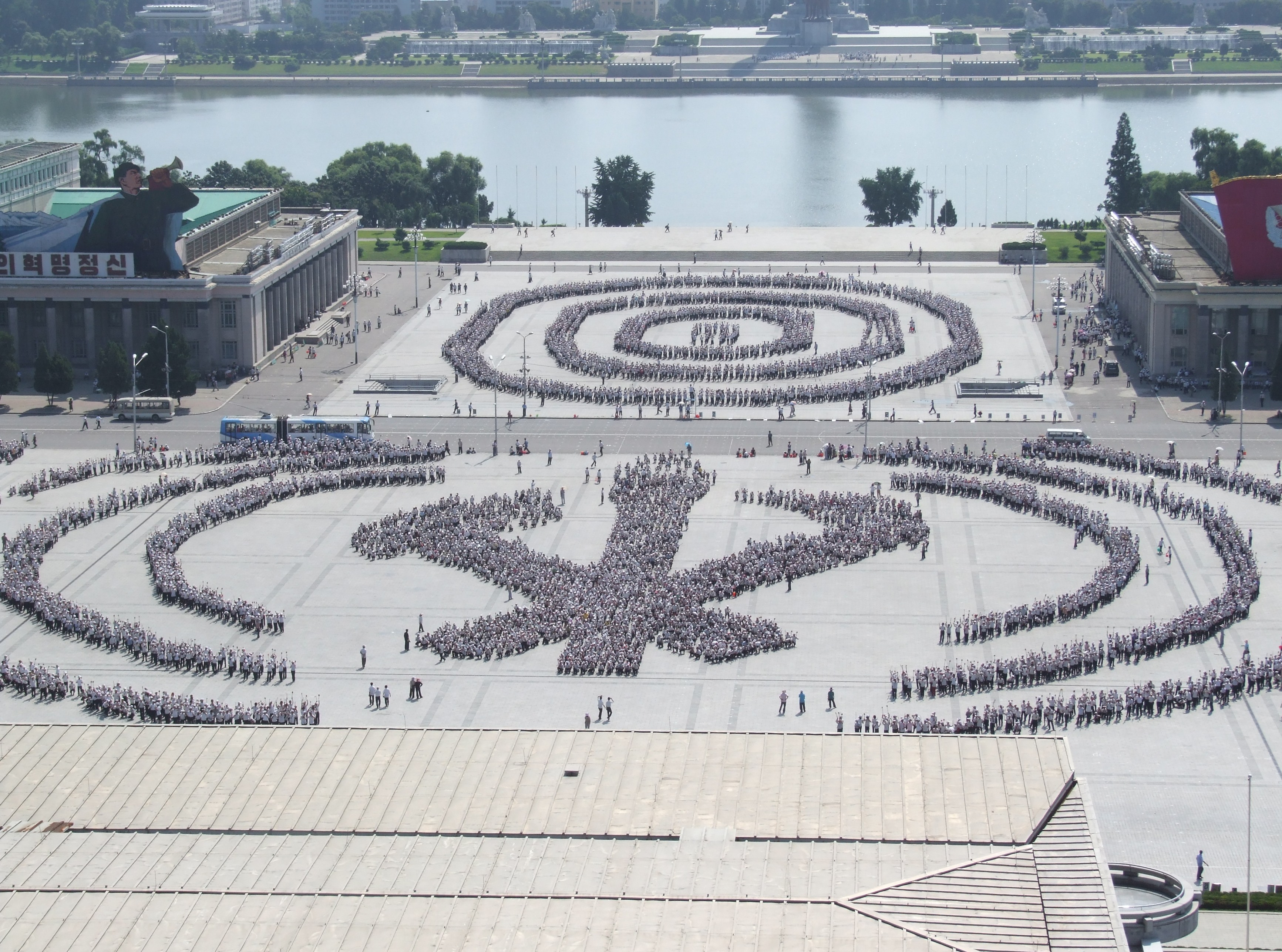
أطفال يصنعون شعار حزب العمال الكوري أثناء ممارستهم لمسيرة الشعلة في ساحة كيم إيل سونغ في بيونغ يانغ ، 2012.

التعليم الرسمي لعب دورا محوريا في التنمية الاجتماعية والثقافية في كل من كوريا التقليدية والمعاصرة كوريا الشمالية. خلال سلالة جوسون الملكية المحكمة نظاما من المدارس التي تدرس الكونفوشيوسية المواضيع في المحافظات وكذلك في أربعة المركزية المدارس الثانوية في العاصمة. كان هناك لا تدعمها الدولة نظام التعليم الابتدائي.
خلال القرن الخامس عشر، انخفضت المدارس المدعومة من الدولة من حيث الجودة وتحل محلها الأكاديميات الخاصة، مركز سيوون، مراكز إحياء نيو كونفوشيوسي في القرن السادس عشر. وقدمت جامعة سونغ جيونغوان، الجامعة الوطنية الكونفوشيوسية، التعليم العالي في سيول. اقتصر تسجيله على 200 طالب اجتازوا امتحانات الخدمة المدنية الأدنى وكانوا يستعدون لأعلى امتحانات.
شهدت أواخر القرن التاسع عشر وأوائل القرن العشرين تغيرات تعليمية كبيرة. ألغت الحكومة المركزية نهر سون. أسس المبشرون المسيحيون مدارس حديثة تدرس المناهج الغربية. من بينها كانت المدرسة الأولى للنساء، جامعة إهوا للمرأة، التي أنشأها المبشرين الميثوديين الأمريكيين كمدرسة ابتدائية في سيول في عام 1886. خلال السنوات الأخيرة من السلالة، تم تأسيس ما يصل إلى 3000 مدرسة خاصة تدرس مواد حديثة لكلا الجنسين. من المبشرين وغيرهم. وتركزت معظم هذه المدارس في الجزء الشمالي من كوريا.
بعد أن ضمت اليابان كوريا في عام 1910، أنشأ النظام الاستعماري نظامًا تعليميًا له هدفان: إعطاء الكوريين الحد الأدنى من التعليم المصمم لتدريبهم على الأدوار الثانوية في الاقتصاد الحديث وجعلهم موالين للإمبراطور؛ وتوفير تعليم عالي الجودة للمغتربين اليابانيين الذين استقروا بأعداد كبيرة في شبه الجزيرة الكورية.
استثمر اليابانيون المزيد من الموارد في هذا الأخير، وكانت فرص الكوريين محدودة للغاية. تأسست جامعة ولاية على غرار جامعة طوكيو الامبراطورية في سيول في عام 1923، ولكن عدد الكوريين الذين سمح لهم بدراسة هناك لم يتجاوزوا 40 في المئة من التحاقهم. بقية طلابها كانوا يابانيين. قدمت الجامعات الخاصة، بما فيها الجامعات التي أسسها المبشرون مثل كلية سونغسيل في بيونغ يانغ وكلية تشوسون المسيحية في سيول، فرصًا أخرى للكوريين الذين يرغبون في التعليم العالي.
بعد قيام نظام التعليم في كوريا إلى حد كبير على غرار الاتحاد السوفيتي. وفقا لمصادركوريا الشماليه  في وقت إنشاء كوريا الشمالية  ثلثي الأطفال في سن المدرسة لم يحضر المدرسة الابتدائية وايضا معظم البالغين، الذين يبلغ عددهم 2.3 مليون دولار، أميات. في عام 1950, التعليم الابتدائي أصبح التعليم الإلزامي للأطفال. اندلاع الحرب الكورية، ومع ذلك، تأخر تحقيق هذا الهدف وهو؛ تعميم التعليم الابتدائي فلم يتحقق حتى عام 1956. قبل 1958 زعمت المصادرالكوريه أن سبعة سنوات الابتدائي الإلزامي والثانوي قد تم تنفيذها.
في عام 1959، تم تقديم «التعليم الشامل الممول من قبل الدولة» في جميع المدارس؛ ليس فقط التعليم والمرافق التعليمية، ولكن أيضا الكتب المدرسية، والزي المدرسي، والغرفة والمجلس تقدم للطلاب دون مقابل. بحلول عام 1967 أصبحت تسع سنوات من التعليم إلزامية. في عام 1975، تم تنفيذ نظام التعليم الإلزامي الإحدى عشرة، الذي يشمل سنة واحدة من التعليم قبل المدرسي وعشر سنوات من التعليم الابتدائي والثانوي؛ هذا النظام لا يزال ساري المفعول اعتبارا من عام 1993. وفقا لخطاب عام 1983 الذي أدلى به كيم ايل سونغ لوزراء التعليم من الدول غير المنحازة في بيونغ يانغ، فإن التعليم العالي الإلزامي الشامل سيطبق «في المستقبل القريب». في ذلك الوقت، كان الطلاب لا توجد نفقات مدرسية دفعت الدولة لتعليم ما يقرب من نصف عدد سكان كوريا الشمالية البالغ 18.9 مليون نسمة.
في عام 2012 الرئيس كيم جونغ أون قد دعا إلى اهميه توسيع نطاق التعليم الإلزامي من 11 سنوات 12 سنواتفى كوريا الشماليه. وفقا جونغ آنغ الأخبار في كوريا الشمالية، ان مشروع قانون لتوسيع نطاق التعليم الإلزامي صدر في أيلول / سبتمبر الماضي 2012. قبل هذا الإصلاح كوريا الشمالية تمتعت ب أحد عشر عاما من التعليم المجاني النظام الذي يتألف من سنة واحدة من رياض الأطفال، أربع سنوات من المدرسة الابتدائية ست سنوات من المدرسة الثانوية قبل الكلية. بعد الإصلاح الآن، يشبه نظام التعليم في كوريا الجنوبية والذي يتألف من ست سنوات في المدرسة الابتدائية، ثلاث سنوات من المرحلة المتوسطة ثلاث سنوات من المدرسة الثانوية.

## التعليم الابتدائي والثانوي

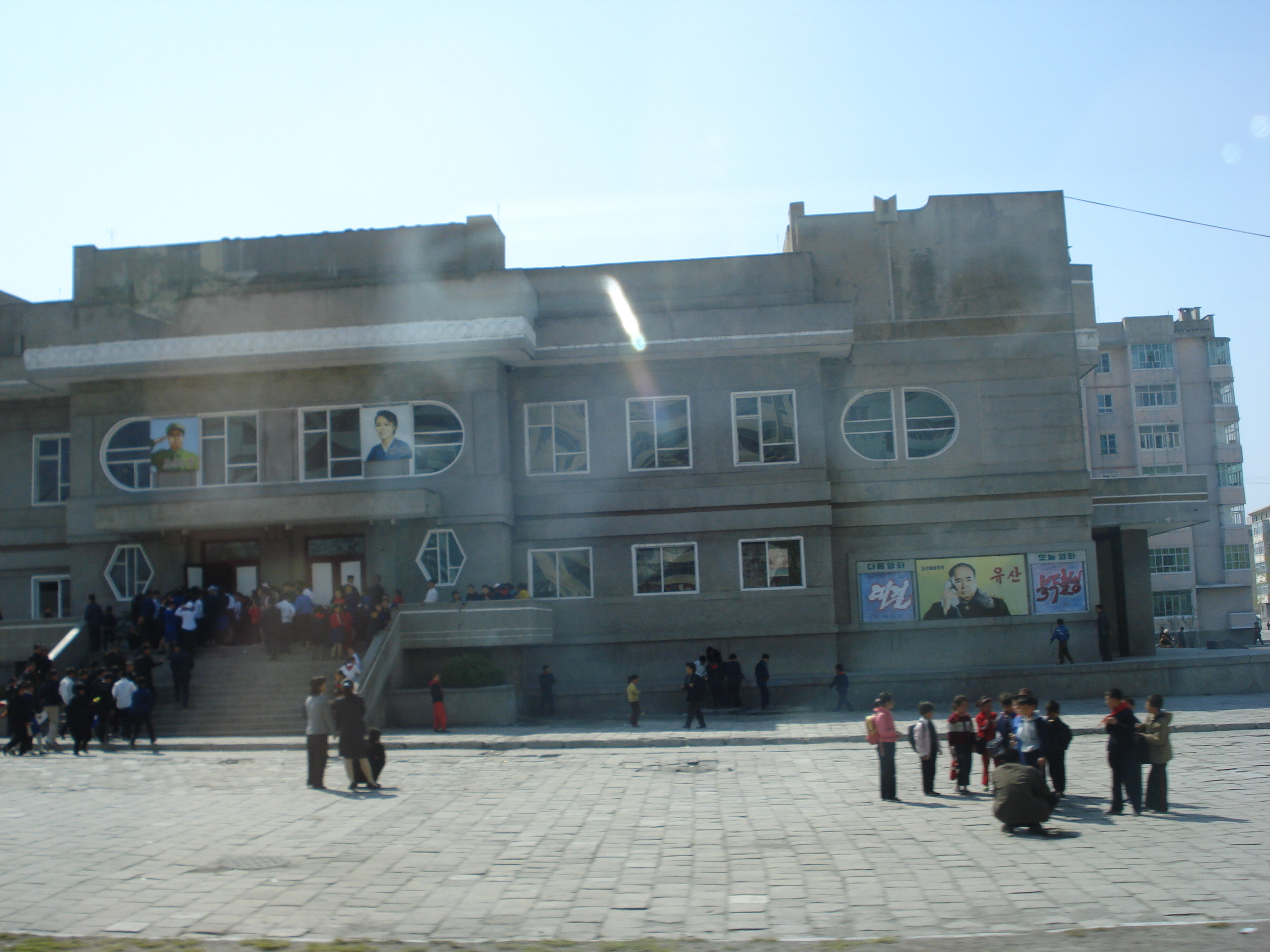
مدرسة ابتدائية.

في 1990s في وقت مبكر، التعليم الإجباري الأساسي والثانوي نظام ينقسم إلى سنة واحدة من رياض الأطفال، أربع سنوات من المدرسة الابتدائية (المدرسة) للأعمار من ستة إلى تسعة، ست سنوات من أقدم المدارس المتوسطة (الثانوية) للأعمار من عشرة إلى خمسة عشر. وهناك سنتين من رياض الأطفال للأطفال الذين تتراوح أعمارهم بين أربعة إلى ستة فقط من السنة الثانية (المستوى العلوي رياض الأطفال) إلزامي.
في منتصف 1980s ، كانت هناك 9,530 المدارس الابتدائية والثانوية. بعد تخرجه من المدرسة، يدخل الطلاب  إما الثانوية العامة أو الثانوية التي تركز على الموسيقى أو الفنون أو اللغات الأجنبية. هذه المدارس تعليم كل التخصصات والمواد العامة. معهدعلى مانكيونغداى الثوري  حيث الأطفال الكورية الشمالية النخبة على استعداد خدمة الضباط في الجيش الشعبي الكوري  مدرسة خاصة مهمه حيث التدريب الحديثة في الاقتصاد وأجهزة الكمبيوتر كما هو في كانغ سو المدرسة الثوريه.
في 1990s في وقت مبكر، التخرج من نظام التعليم الإلزامي وقع في سن السادسة عشرة.ايبرستد و درابزين التقرير أنه وفقا لإحصاءات صدرت في أواخر 1980s ، التحق بالمدارس الابتدائية  1.49 مليون طفل في عام 1987 ؛ المدارس الإعدادية  2.66 مليون  في نفس العام. مقارنة مع إجمالي عدد الأطفال والشباب في هذه السن  تبين أن 96 في المئة من الفئة العمرية هي المسجلين في التعليم الابتدائي والثانوي.
المناهج الدراسية في 1990 متوازنة بين الأكاديمية والسياسية. وفقا لباحث من جنوب كوريا (بارك يونجسون) مواضيع مثل اللغة الكورية، الرياضيات، التربية البدنية، الرسم، الموسيقى تشكل الجزء الأكبر من التعليم في المدارس؛ أكثر من 8 في المئة من التعليمات خصص «العظيم كيم ايل سونغ» و «الشيوعي الأخلاق». في المدارس المتوسطة العليا، موجهة المواضيع سياسيا، بما في ذلك «العظيم كيم ايل سونغ» و «الشيوعي الأخلاق» وكذلك «الحزب الشيوعي سياسة» تشمل فقط 5.8 في المئة من التعليمات.

## التربية الاجتماعية

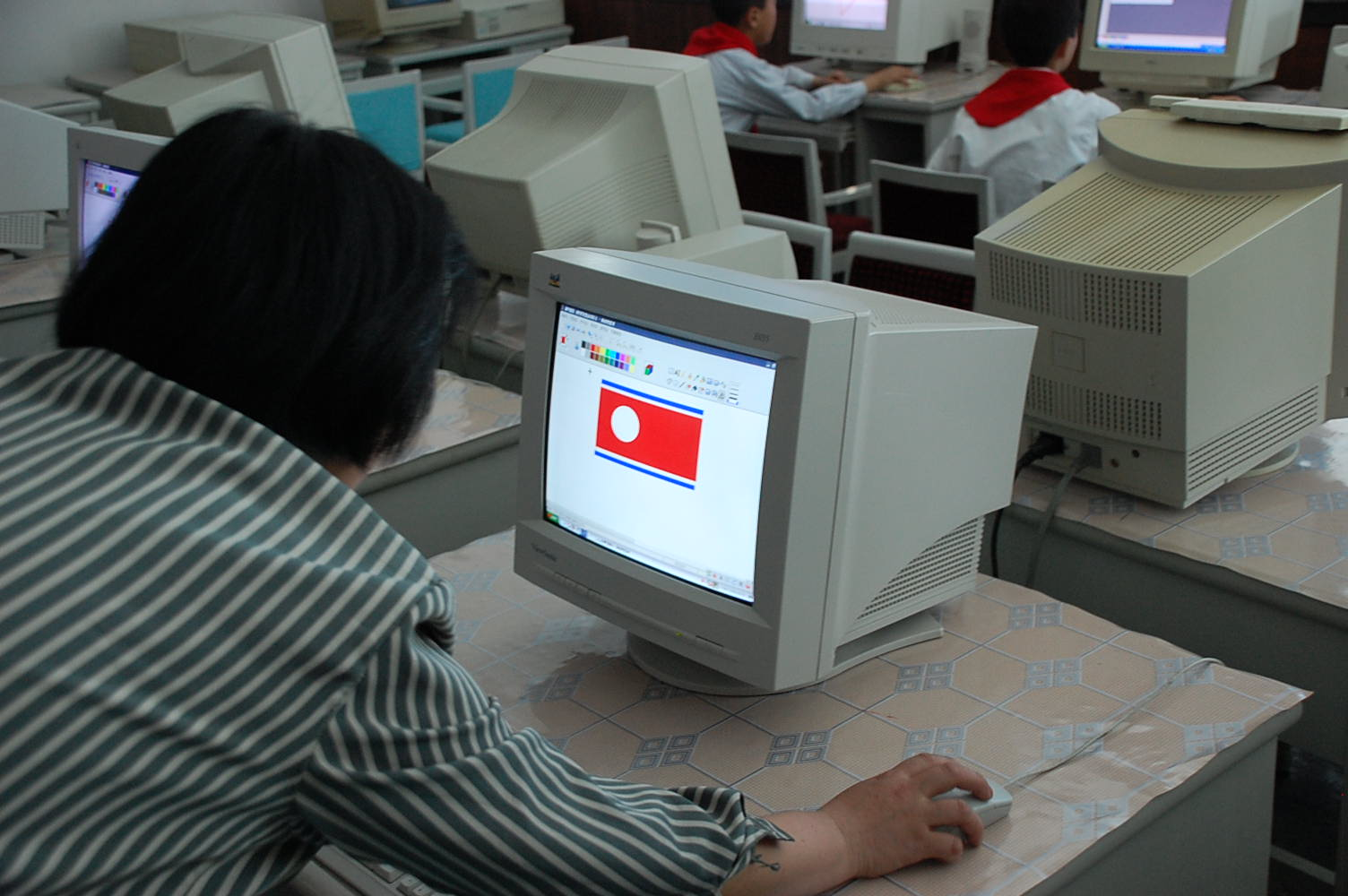
صف الكمبيوتر في المدرسة.

خارج الهيكل الرسمي للمدارس والفصول الدراسية هو «التعليم الاجتماعي.» هذا التعليم تشمل الأنشطة اللامنهجية، الحياة الأسرية، ومجموعة من العلاقات الإنسانية في المجتمع في كوريا الشمالية. الانتباه إلى تأثير البيئة الاجتماعية على الطفل ودورها في تنمية شخصيته.
فكرة التربية الاجتماعية هو توفير بيئة تسيطربعنايه علي الأطفال بمعزل عن التأثيرات العشوائية. وفقا  لمقابلات كوريا الشماليه في عام 1990، «التعليم المدرسي لا يكفي لبناء الجيل الصاعد في رجال العلم والفضيلة واللياقة البدنية. بعد المدرسة، الأطفال لديهم الكثير من ساعات الفراغ. لذلك فمن المهم أن يتم تنظيم التعليم المسائي بكفاءة.»[بحاجة لمصدر]
في عام 1977 الأطروحات على الاشتراكية التعليمكيم ايل سونغ وصف مكونات التربية الاجتماعية. في الشباب الرواد السلك والاشتراكية دوري الشباب، الشباب معرفة طبيعة الجماعي والتنظيمي الحياة في كوريا الشمالية. إعداد البعض للعضوية في حزب العمال الكوري.  الطلبة والتلاميذ في  القاعات والقصور التي تديرها SWYL اللجنة المركزية حيث يشلرك لشباب  في العديد من الأنشطة اللامنهجية بعد المدرسة.
هناك المرافق الثقافية مثل المكتبات والمتاحف والمعالم والمواقع التاريخية الكورية الثورة والإعلام مكرسة لخدمة أهداف التربية الاجتماعية. ضخمة، ببذخ عين «قصور طلاب المدارس» مع صالات رياضية ومسارح تم بناؤها في بيونجينج، مانكيونغداى، وغيرها من المواقع. القصور تقديم المحاضرات والندوات مناقشة المسابقات والأمسيات الشعرية، المحافل العلمية. قصرالطلاب والأطفال  في بيونجينج جذبت حوالي 10.000 طفل يوميا في 1990s في وقت مبكر.
تقارن كوريا الشمالية  نظام التعليم الخاص بها بالنظام المثالي والمعايير التي تتبناها التوجيهية الدولية مثل العهد الدولي الخاص بالحقوق المدنية والسياسية (ICCPR) واتفاقية حقوق الطفل (CRC).

## التعليم العالي

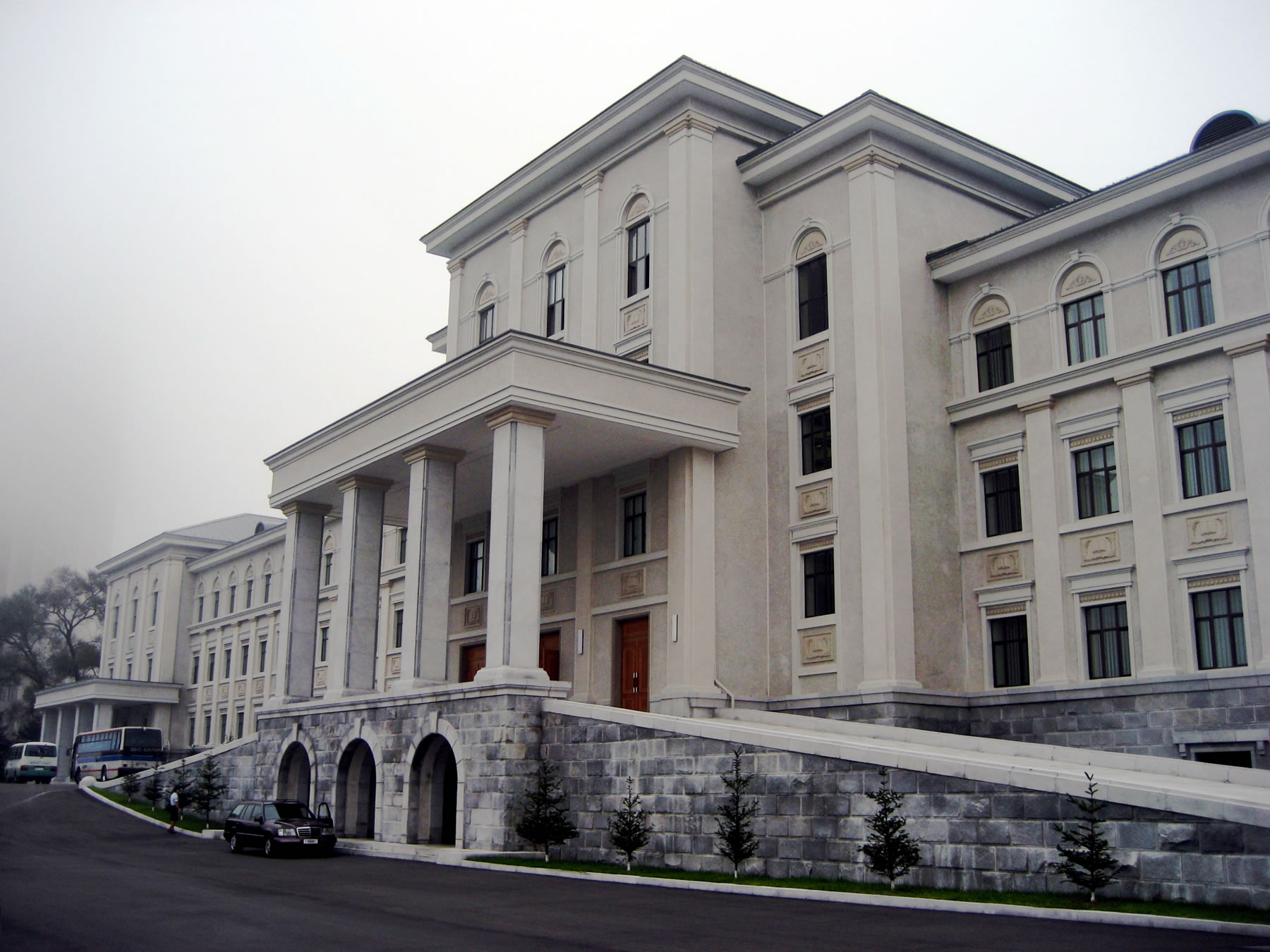
جامعة كيم إيل سونغ في بيونغ يانغ: صرح أكاديمي بارز في كوريا الشمالية

مؤسسات التعليم العالي وتشمل الكليات والجامعات؛ وتدريب المعلمين  بالأضافه إلى أربع سنوات من أجل إعداد رياض الأطفال والابتدائي والثانوي والمدربين؛ الكليات التكنولوجيا المتقدمة مع اثنين أو ثلاث سنوات دورات؛ المدارس الطبية مع ستة مقررات للعام الواحد؛ كليات العلوم والهندسة، الفن، الموسيقى واللغات الأجنبية؛ بالكليات والمعاهد العسكرية. وفي تقرير كيم الثانى سونغ  الحاكم السادس لحزب المؤتمر من حزب العمال الكوري في تشرين الأول / أكتوبر 1980 كشف أن هناك 170 «مؤسسه للتعليم العالي» 480 «أعلى المدارس المتخصصة» ذلك العام.
في عام 1987 كان هناك 220,000 الطلاب الملتحقين بسنتين أو ثلاث سنوات بالمدارس العليا المتخصصة.وكان 301,000 من الطلاب الملتحقين بأربع إلى ست سنوات الكليات والجامعات الدورات. وفقا لابيرستيدت ودرابزين، فأن13.7 في المئة من السكان كانوا ستة عشر عاما من العمر وأن الأكبر سنا كان مقيد، أو قد تخرج من مؤسسات التعليم العالي في 1987-88.أما في عام 1988 كان هدف النظام هو إنتاج «جيش من 1.3 مليون المثقفين» لذلك فأن خريجي التعليم العالي خطوة كبيرة في اتجاه تحقيق الأهداف بعيده الأمد والتي تتضمن هدف «استذهان المجتمع كله.» [بحاجة لمصدر]

### الجامعات
يجب أن تحصل كل جامعة في كوريا الشمالية على نسبة مئوية معينة (من عشرين إلى ثلاثين) من الجنود المخرجين (الذين خدموا لمدة أطول من ثلاث سنوات) أو العمال (الذين يعملون لمدة تزيد على خمس سنوات).
جامعة كيم ايل سونغ، التي تأسست في أكتوبر 1946، هي المؤسسة الشاملة الوحيدة في البلاد للتعليم العالي التي تقدم درجات البكالوريوس والماجستير والدكتوراه. ويشارك في التحاق 16000 طالب كامل أو جزئي في أوائل التسعينيات، على حد تعبير أحد المراقبين، 'قمة النظام التعليمي والاجتماعي في كوريا الشمالية'. المنافسة على القبول مكثفة.
وفقا لأحد الباحثين الكوريين الأمريكيين الذين زاروا الجامعة في أوائل الثمانينيات، يتم قبول طالب واحد فقط من بين كل خمسة أو ستة من المتقدمين. فمعيار القبول الهام هو الصفوف العليا في المدارس المتوسطة، على الرغم من أن المعايير السياسية هي أيضا عوامل رئيسية في الاختيار. يجب على أي شخص يرغب في الحصول على القبول لأي مؤسسة للتعليم العالي أن يتم ترشيحه من قبل 'لجنة توصية الكلية' المحلية قبل موافقة اللجان على مستوى المحافظة والإقليم.
تشمل جامعة كيم إل سونغ كليات الاقتصاد والتاريخ والفلسفة والقانون واللغات الأجنبية والأدب والجغرافيا والفيزياء والرياضيات والكيمياء والطاقة النووية وعلم الأحياء وعلوم الكمبيوتر. هناك حوالي 3000 من أعضاء هيئة التدريس، بما في ذلك أعضاء هيئة التدريس والبحوث. تقع جميع المرافق في حرم جامعي حديث مرتفع في الجزء الشمالي من باوينجانج .
وتشمل الجامعات الأخرى البارزة جامعة كيم تشيك للتكنولوجيا وجامعة العلوم الطبيعية، التي تركز على علوم الكمبيوتر والعلوم الطبيعية المتعلقة بالبحوث النووية الجماعية. جامعة بيونغ يانغ للدراسات الأجنبية، وتدرب الدبلوماسيين على مستوى العمل والمسؤولين التجاريين، وجامعة كيم هيونغ جيك تدرب المعلمين.
تشوسون إكستشينج، وهي منظمة غير ربحية أسستها هارفارد وييل ومدرسة وارتون وطلاب الدراسات العليا السنغافوريين، تدير أيضاً برامج استشارات وتدريب في مجال المالية والأعمال والاقتصاد مع جامعة كيم ايل سونغ وبنك الدولة للتنمية في كوريا الشمالية. وتستهدف برامجهم الكوريين الشماليين الذين تقل أعمارهم عن 40 عامًا، وتجمع بين مواد التعليم المفتوح والمحاضرات في الموقع لتقديم التدريب على مدار العام.
جامعة بيونغ يانغ للعلوم والتكنولوجيا (PUST)، التي افتتحت في عام 2010، هي مؤسسة المشروع المشترك الوحيد في البلاد للتعليم العالي، تأسست ومولت وشغلت من قبل مجموعات الكنيسة الإنجيلية والأشخاص من كل من كوريا الشمالية والجنوبية، وكذلك الصين والولايات المتحدة الأمريكية. وهي تخطط لتوظيف حوالي 200 طالب في مستوى الماجستير والدكتوراه سنويًا، من الكوريتين، ومع نصف أعضاء هيئة التدريس المعينين من الجامعات ومعاهد الأبحاث في الخارج. في هذه الجامعة، سيتم تدريس الدورات باللغة الكورية والإنجليزية. بالإضافة إلى ذلك، تقدم كلية بيونغ يانغ للأعمال دورات قصيرة يقدمها محاضرون أجانب. تأسست من قبل الحكومة السويسرية وتساعد في تعليم الطلاب إدارة الأعمال. مؤسسة تعليمية اقتصادية أخرى هي مركز دراسة النظام الرأسمالي، الذي أنشئ في عام 2000.
حصلت الجامعات البعيدة على اهتمام وسائل الإعلام أثناء تشفير خطط الدروس وتوصيلها عن طريق طريقة البث الإذاعي في عام 2016.

## تعليم الكبار

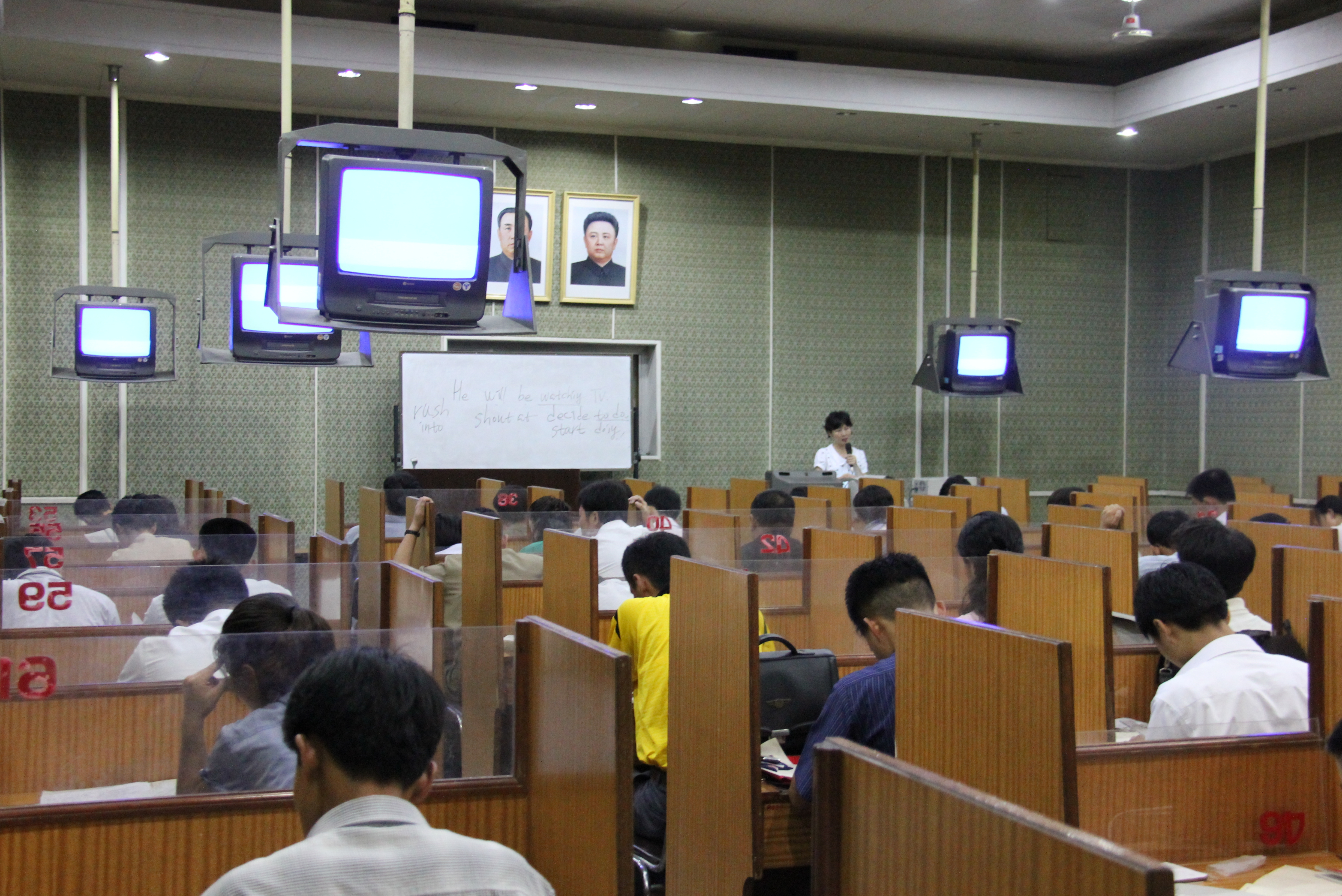
محاضرة اللغة الإنجليزية فيدار الدراسات الشعبية الكبرى في بيونغ يانغ.

بسبب التركيز على التعليم المستمر لجميع أعضاء المجتمع، يتم دعم تعليم الكبار أو الدراسة العملية بشكل فعال. من الناحية العملية، يشارك كل شخص في البلد في بعض الأنشطة التعليمية، وعادةً ما يكون ذلك في شكل «مجموعات دراسة صغيرة».
في أوائل التسعينيات، تم تنظيم الناس في المناطق الريفية في «فرق من خمسة أفراد». هذه الفرق لديها وظائف تعليمية ومراقبة؛ تقع على عاتق الفرق مسؤولية مدرس أو مفكر آخر، كل منها مسؤول عن العديد من هذه الفرق. لدى موظفي المكاتب والمصانع «جلسات دراسية» مدتها ساعتان بعد العمل كل يوم في المواضيع السياسية والفنية.
 [بحاجة لمصدر]شملت مؤسسات تعليم الكبار في أوائل التسعينات «كليات المصنع»، والتي تعلم العمال مهارات وتقنيات جديدة دون إجبارهم على ترك وظائفهم. يعمل الطلاب بدوام جزئي أو يدرسون في المساء أو يأخذون دورات مكثفة قصيرة تاركين أماكن عملهم لمدة شهر أو نحو ذلك. هناك أيضا «كليات المزارع»، حيث يمكن للعمال الريفيين أن يدرسوا ليصبحوا مهندسين ومهندسين مساعدين، ونظام دورات للمراسلة. بالنسبة للعمال والفلاحين غير القادرين على الحصول على التعليم المدرسي العادي، هناك «مدارس العمال» و «المدارس المتوسطة العليا»، على الرغم من أن هذه المدارس أصبحت أقل أهمية في أوائل التسعينات مع إدخال التعليم الإلزامي لمدة 11 عامًا.

## وصلات خارجية
- بيونغ يانغ جامعة العلوم والتكنولوجيا
- Choson تبادل الموقع
- المدارس في كوريا الشمالية - مجموعة فليكر
- كوريا الشمالية الثانوية للبنات الفيديو
- التعليم في كوريا الشمالية على مشروع الدليل المفتوح